# Рабта
Рабта (араб. الرابطة) — село в Тунісі, у вілаєті Кебілі.
| Туніс | Це незавершена стаття з географії Тунісу. Ви можете допомогти проєкту, виправивши або дописавши її. |